# Wim Schermerhorn
Willem "Wim" Schermerhorn, född 17 december 1894 i Akersloot, död 10 mars 1977 i Haarlem, var en nederländsk politiker inom det socialdemokratiska Partij van de Arbeid (PvdA) som var premiärminister från 1945 till 1946.